# مون استون (کالیفرنیا)
مون استون (به انگلیسی: Moonstone) یک منطقهٔ مسکونی در ایالات متحده آمریکا است که در شهرستان هامبولت، کالیفرنیا واقع شده‌است. مون استون ۳۷ متر بالاتر از سطح دریا واقع شده‌است.